# Buntmarder
Der Buntmarder (Martes flavigula) ist eine asiatische Marderart, die vom südöstlichen Sibirien über China und der Malaiischen Halbinsel bis Borneo und Java verbreitet ist. Zusammen mit der Indischen Charsa oder dem Indischen Buntmarder bildet er die Untergattung Charronia innerhalb der Gattung der Echten Marder (Martes). 

## Merkmale
Das Fell der Buntmarder ist überwiegend hellbraun gefärbt. Ihr Kopf, die Beine, der hintere Teil des Rumpfes und der Schwanz sind dunkelbraun oder schwarz. Ähnlich dem Baummarder haben sie einen gelblichen Kehlfleck. Der in Südindien verbreitete Indische Buntmarder ähnelt dem Buntmarder stark. Die Unterschiede zwischen beiden Arten bestehen vorwiegend in der Form des Schädels, der beim Indischen Charsa deutlich flacher ist. Buntmarder erreichen eine Kopf-Rumpf-Länge von 45 bis 65 cm, eine Schwanzlänge von 37 bis 45 cm und ein Gewicht von 2 bis 3 kg.

## Lebensweise

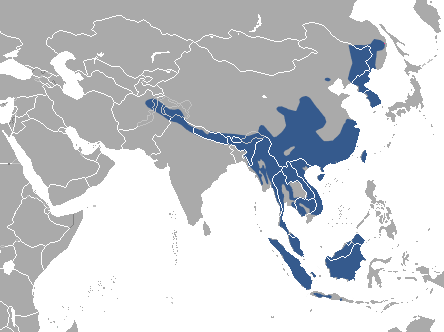
Verbreitungsgebiet des Buntmarders (Martes flavigula)

Buntmarder sind tagaktive Waldbewohner und gehen vorwiegend am Boden auf Nahrungssuche, sie können allerdings auch sehr gut klettern. Zu ihrer Nahrung zählen Säugetiere wie Nagetiere und Pfeifhasen, Vogeleier, Frösche, Insekten, Honig und Früchte. Manchmal erlegen sie auch Jungtiere von Moschustieren und anderen Paarhufern. In Zeiten von Nahrungsknappheit fressen sie auch Aas, Schlangen und Eidechsen sowie Insekten.

## Bedrohung
Im Gegensatz zu vielen anderen Marderarten sind Buntmarder nie in großem Ausmaß wegen ihres Felles gejagt worden. Da sie wegen ihrer Vorliebe für Honig manchmal Bienenstöcke aufbrechen und in einigen Regionen ihr Fleisch gegessen wird, werden sie verfolgt, Hauptbedrohung ist aber der Verlust des Lebensraums durch Waldrodungen. Die Art als ganzes gilt derzeit nicht als bedroht. Allerdings wird die javanische Unterart (M. f. robinsoni) als stark gefährdet eingestuft.

## Unterarten

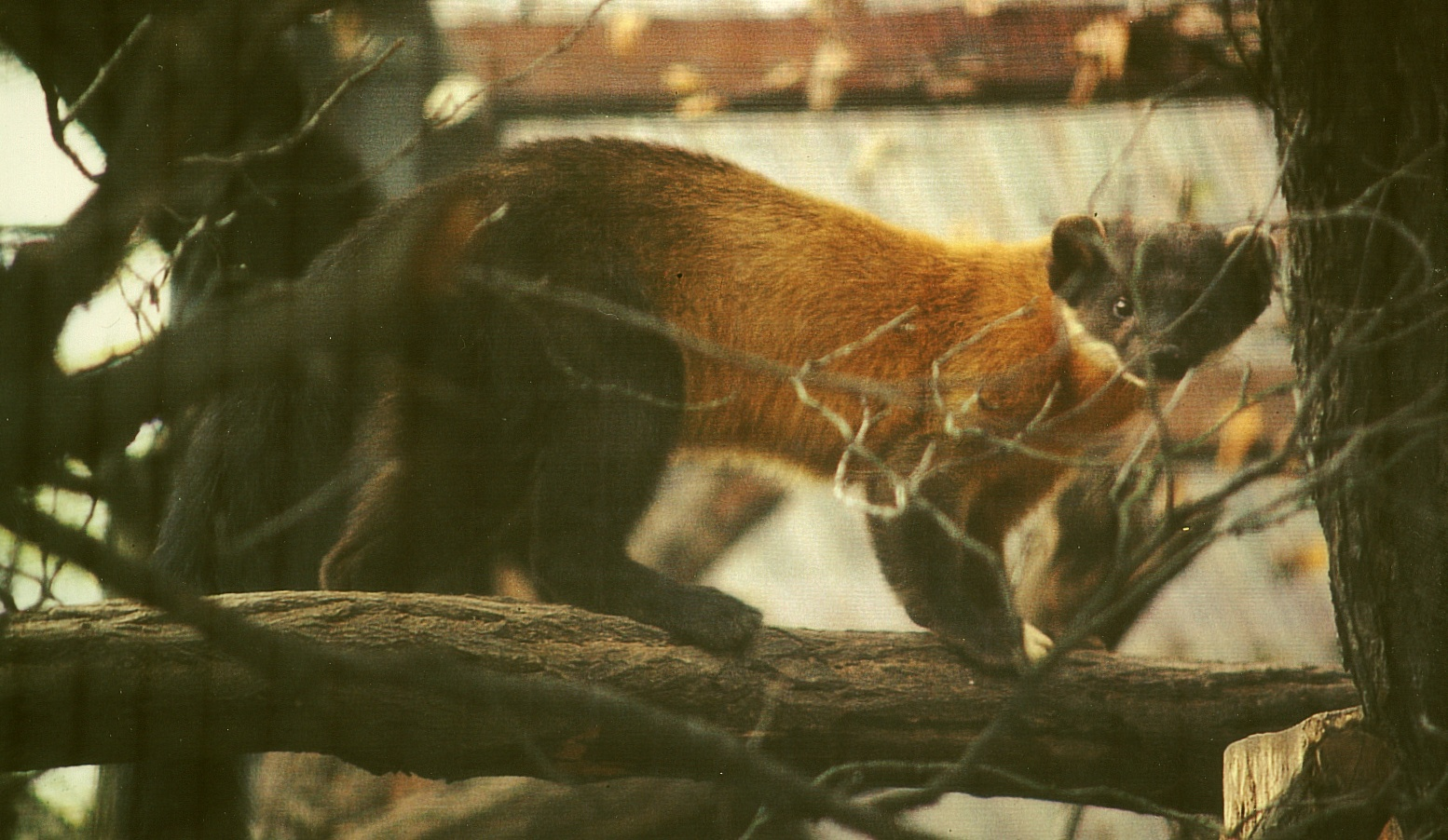
Sibirischer Buntmarder

Man unterscheidet sechs Unterarten des Buntmarders:
- M. f. flavigula – Bangladesch, Bhutan, Zentral-, Ost- und Südchina, Nepal, Pakistan
- M. f. borealis – Nordostchina, Korea, Ferner Osten Russlands
- M. f. chrysophila – Taiwan
- M. f. indochinensis – Kambodscha, Laos, Myanmar, Thailand, Vietnam
- M. f. peninsularis – Borneo, Sumatra, Mayaiische Halbinsel
- M. f. robinsoni – Java